# Eurofinsa
Eurofinsa es un grupo empresarial con sede en el Paseo de la Castellana, Madrid (España), especializado en proyectos de infraestructuras y ejecución de obras públicas con servicio integral “llave en mano – EPC (Engineering, Procurement and Construction)”.

## Compañía
En la actualidad la sede central está en el Paseo de la Castellana, 91 de Madrid (España), pero tiene también sedes en otras ciudades del mundo, donde ha ejecutado proyectos, como Reino Unido, Francia y Finlandia en Europa; Estados Unidos, Argentina, Bolivia, Brasil, Costa Rica, Ecuador, Panamá, Haití, Perú, República Dominicana y El Salvador, en América Latina; así como también en países de Asia y África.

## Líneas de negocio de Eurofinsa
Grupo Eurofinsa trabaja en el sector de la construcción, con las siguientes especialidades:
Infraestructura: carreteras y autopistas, edificación, puentes y viaductos, aeropuertos, túneles, ferroviaria, puertos, centros deportivos, centros penitenciarios, aparcamientos.
Salud: centros hospitalarios, centros de especialidades médicas, centros de distribución farmacológica y médica, equipamiento médico, medicamentos, consumibles, ambulancias.
Agua: potabilización, desalinización, depuración, drenaje, saneamiento, captación de agua, depósitos de agua, construcción de presas.
Energía: obra pública de generación eléctrica, energía natural, construcción de líneas y subestaciones eléctricas, sistemas de transmisión eléctrica.